# Ромрод
Ромрод (нем. Romrod) — город в Германии, в земле Гессен. Подчинён административному округу Гиссен. Входит в состав района Фогельсберг.  Население составляет 2881 человек (на 31 декабря 2010 года). Занимает площадь 54,43 км². Официальный код — 06 5 35 014.
Город подразделяется на 5 городских районов.

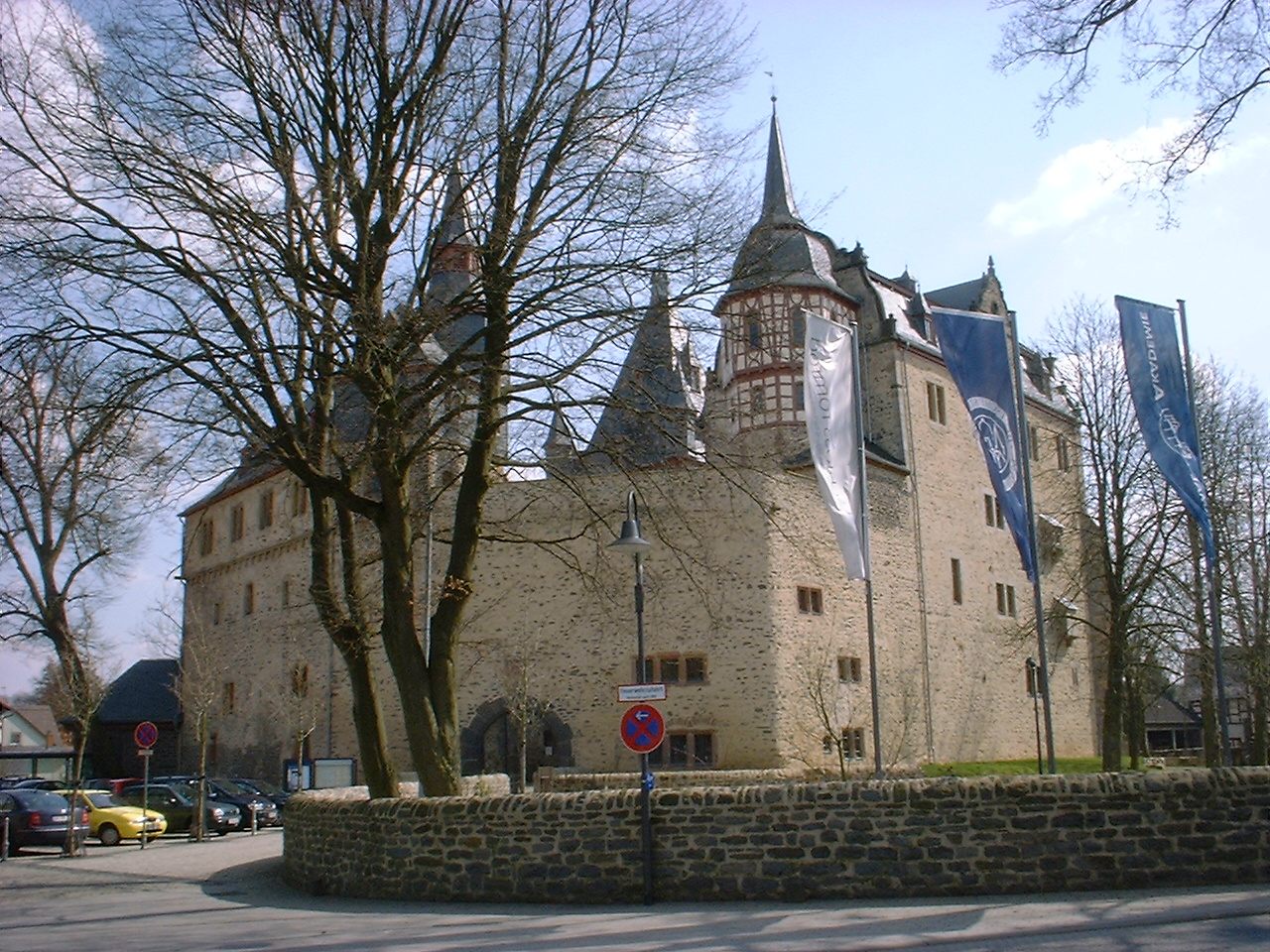
Ромрод